# Émeutes de Bhiwandi (1970)
Les émeutes de Bhiwandi sont des violences antimusulmanes survenues entre le 7 et le 8 mai 1970 dans les villes indiennes de Bhiwandi, Jalgaon et Mahad. Il y a eu beaucoup d'incendies criminels et de vandalisme de propriétés appartenant à des musulmans causant la mort de plus de 250 personnes.

## Émeutes
Il y avait eu une longue période de tension entre les groupes nationalistes hindous tels que le RSS, Jana Sangh et Shiv Sena et les groupes musulmans Jamaat-e-Islami Hind, la Ligue musulmane et Majlis Tameer-e-Millat. Le Rashtriya Utsav Mandal avait fait campagne pour obtenir l'autorisation d'organiser une procession pour célébrer l'anniversaire du guerrier marathe et roi Shivaji, qui passerait par une zone où les habitants étaient majoritairement musulmans, et près d'une mosquée. L'autorisation a été donnée aux protestations des dirigeants musulmans et le 7 mai, le cortège a commencé.
Le cortège était organisé par Shiv Sena et des partisans de la droite hindoue, qui, selon les informations, sont arrivés armés de lathis et se sont montrés injurieux envers les musulmans le long du chemin du cortège, la police n'ayant pris aucune mesure. Cependant, une fois que la violence antimusulmane a commencé, la police a ouvert le feu à plusieurs reprises, mais n'a ciblé que les musulmans. Entre 3 000 et 4 000 personnes avaient voyagé depuis des villages proches de Bhiwandi, et une fois la procession commencée, certains musulmans ont lancé des pierres qui ont déclenché les violences. Un couvre-feu d'une durée indéterminée a été décrété par la police à 22 h 0 (HIST) ce soir-là. Alors que la violence s'ensuivait, des camions de pompiers et des ambulances ont été amenés de Bombay, Thane, Ulhasnagar, Kalyan, Ambarnath et d'autres endroits à proximité. The Indian Express a rapporté que "des couteaux et des ampoules à acide étaient librement utilisés dans les lieux".
Par la suite, un couvre-feu de 24 heures a également été imposé dans la ville voisine de Jalgaon, où 50 personnes auraient été blessés le 8 mai. Les chiffres officiels évaluent le nombre total de morts à 21. L'armée indienne a été appelée le même jour dans les deux villes pour maîtriser la situation. Il a été rapporté que les villes sont revenues à la "normalité" le jour suivant.

## Conséquences
À la suite de l'incident, le gouvernement indien a formé une commission dirigée par le juge Dinshah Pirosha Madon (en). Le rapport final de la commission comportait sept volumes et critiquait fortement la police pour son incapacité à empêcher les émeutes. Le rapport critiquait également fortement Shiv Sena pour son rôle dans les violences.
Selon le rapport de Madon, les personnes arrêtées lors des violences étaient 324 hindoues et 2183 musulmanes. Le rapport de Madon critiquait fortement la police, déclarant que leur action montrait clairement un «parti pris anti-musulman». Selon K. Jaishankar, parmi les personnes arrêtées pour des crimes clairement identifiables lors des violences de 1970, 21 étaient hindous et 901 musulmans, un chiffre disproportionné par rapport au nombre de victimes (que Jaishankar donne comme 17 hindous et 59 musulmans).
Les coûts économiques des émeutes à Bhiwandi, selon les rapports de Madon et de la police, s'élevaient à 15 320 163 roupies. À Jalgaon, 112 propriétés musulmanes ont été attaquées par des incendiaires, dont 87 ont été rasées. 250 propriétés ont été pillées et 28 autres ont été endommagées. Les coûts économiques de la violence à Jalgaon sont de 3 474 722 roupies avec les coûts pour les musulmans étant de 3 390 997 roupies.
La commission a établi un bilan de 164 morts à Bhiwandi seulement, 142 musulmans et 20 hindous, et dans les villages voisins de Khoni et Nagaon, la commission a déclaré qu'il y avait eu 78 morts, 17 hindous et 50 musulmans.